# Federale Ombudsman
De federale Ombudsman in België werd opgericht bij wet van 22 maart 1995 tot instelling van federale ombudsmannen. De federale Ombudsman is een collaterale instelling van de Kamer van volksvertegenwoordigers met een veertigtal medewerkers en is gevestigd in Brussel (Leuvenseweg 48 bus 6 - 1000 Brussel). Als onafhankelijk hulporgaan van de Kamer van volksvertegenwoordigers kreeg de ombudsman opdrachten waarover hij jaarlijks rapporteert aan het Parlement :
- Hij onderzoekt klachten van burgers over het optreden van de federale administratieve overheden en stelt daarvoor oplossingen voor;
- Hij onderzoekt de werking van de federale administratieve diensten die de Kamer van volksvertegenwoordigers hem aanwijst;
- Op basis van beide voornoemde taken kan hij aanbevelingen doen aan deze diensten, alsook aan het Parlement;
- Hij onderzoekt meldingen van veronderstelde integriteitschendingen binnen de federale administratieve overheid.

Er zijn twee federale ombudsmannen die optreden als 'de federale Ombudsman': een Nederlandstalige en een Franstalige. Dit zijn respectievelijk David Baele (sinds 7 juli 2020) en Jérôme Aass sinds 1 maart 2021.
Een brug tussen burger en overheid
De federale Ombudsman is een onafhankelijke instelling die gratis tussenkomt op vraag van burgers, natuurlijke personen of rechtspersonen. Hij helpt hen bij het oplossen van hun geschillen met de federale administraties en onderzoekt hun klachten op onpartijdige wijze. Hij gaat daarbij na of de dienst waarover de klacht gaat, de regelgeving en de beginselen die aan de basis liggen van 'behoorlijk bestuurlijk handelen' heeft nageleefd.
Wanneer de klacht gegrond is, tracht hij de administratie ervan te overtuigen om de nodige verbeteringen aan te brengen. Hierbij heeft hij een ruime aanbevelingsbevoegdheid. Zodoende kan hij ook een bijdrage leveren aan de verbetering van de regelgeving en de werking van de administraties.
0800 99 961
Vanaf 1 oktober 2008 kan de burger gratis naar de federale Ombudsman bellen op het groene telefoonnummer 0800 99 961.
Naast de Federale ombudsman beschikt men in België op federaal niveau ook over ombudsmannen bij de autonome overheidsbedrijven (1991) en de Ombudsdienst Pensioenen (1997). Op het niveau van de Gemeenschappen en de Gewesten zijn er de Vlaamse Ombudsdienst (1998), de ombudsman bij het Waalse Gewest (Médiateur de la Région wallonne) (1994 ) en de ombudsman bij de Franstalige Gemeenschap (Médiateur de la Communauté française) (2002).